# Christoph von Krogh
Gerhard Christoph von Krogh (10. oktober 1785 Aastrup ved Haderslev – 12. april 1860) var en dansk officer, der deltog i Treårskrigen.

## Biografi
Han var søn af kammerherre, hofjægermester Friderich Ferdinand von Krogh og Rosina Elizabeth von Frankenberg und Proschlitz.
Ved krigsudbruddet i 1848 (Treårskrigen) overtog han kommandoen over en brigade. Under våbenstilstanden 1848-49 var han kommanderende general i Jylland og forestod blandt andet forbedringen af fæstningen Fredericia. I 1849 blev han overgeneral med Frederik Læssøe som stabschef. Han udmærkede sig i angrebet på Sundeved i 1849 men fik senere skylden for flådens nederlag i Egernførde, hvilket medførte, at han blev afsat. Senere blev han frikendt af en undersøgelseskommission og genansat, nu som overgeneral for hele landhæren i 1850. Han ledede som overgeneral Slaget på Isted Hede, som han gik sejrrigt ud af.
Han var kommanderende general i Slesvig fra 1851 og i Holsten og Lauenburg med hovedkvarter i Kiel.
I 1856 blev han fritaget for kommando på grund af sygdom. Han flyttede herefter til København og fik en bolig i det daværende Frederik VI's Palæ (Schacks Palæ; senere kaldet
Christian IX's Palæ – det sydøstlige af Amalienborg-palæerne) og fra 1858 en hædersgave fra staten på 15.000 rigsdaler.
Han blev gift den 6. februar 1813 med Siegfriede Victorine Knuth.
Kroghsgade i Århus opkaldt efter ham.